# 경찰청 광역중요지정사건
경찰청 광역중요지정사건(일본어: 警察庁広域重要指定事件 케이사츠쇼코이키쥬요시테이지켄[*])은 일본 전국의 경찰기구가 협력체제를 가지고 수사하도록 지정된 사건이다.
동일범에 의한 범행이라고 생각되는 사건이 여러 도도부현에서 발생할 경우 등 다른 관할 도도부현 경찰 조직에 협조를 요청하는 경우가 이 지정대상이 되고, 경찰청이 결정한다. 여러 도시에서 사건이 발생하지 않고도 광역중요지정되는 사건도 드물게 존재하지만, 일반적으로는 범행 건수가 여러 건이라도 하나의 도시에 범인이 머무르는 것으로 전망되는 사건이면 광역지정지정사건이 되지 않는다. 한편, 여러 도시에서 발생한 사건에도 광역중요지정이 되지 않은 사례도 있기 때문에, 따라서 명확한 정의는 없다고 할 수 있다.

## 법제사
1956년 현행 규정의 전신이라 할 수 있는 「중요피의자 특별요강」이 제정되었다. 당시 각 지역경찰마다 세력권 의식이 강하여 광역사건 발생시 연계가 없어 수사에 방해가 되는 경우가 많았기 때문에 이런 사태를 해결하기 위해 발족되었다.
1964년 4월 13일 「광역중요사건 특별수사요강」이 제정되었다. 중요피의자 특별요강에 비해 지역간 연계와 정보 통합을 강화하는 내용으로 되어 있다. 이 요강이 제정된 데는 1963년 10월에서 1964년 1월 사이에 일어난 니시구치 아키라 사건의 영향이 컸다고 한다.
1974년 5월 8일 「광역중요수사요강」으로 이행. 지정 대상 사건을 “사회적 반향이 큰 흉악 또는 특히 중요한 사건”으로 한정.
1981년 10월 12일 「준지정제도」를 증설. 미래에 광역중요지정사건으로 발전할 가능성이 있는 사건이나 광역수사의 필요성이 생긴 사건에 대해 적용된다.

## 목록
| 지정 번호 | 지정년월일       | 사건                                      | 피해자               | 피해액    | 피의자                                                         |
| --------- | ---------------- | ----------------------------------------- | -------------------- | --------- | -------------------------------------------------------------- |
| 101호     | 1964년 11월 1일  | 연속 학교 금고털이사건                    |                      | 1938만 엔 | 징역 7년                                                       |
| 102호     | 1964년 7월 4일   | 연속 관공서 금고털이사건                  |                      | 1579만 엔 | 징역 17년 6월                                                  |
| 103호     | 1964년 9월 19일  | 집단 은행 귀가 절도 사건                  |                      | 1978만 엔 |                                                                |
| 104호     | 1965년 1월 20일  | 연속 공장 금고털이 사건                   |                      | 1595만 엔 |                                                                |
| 105호     | 1965년 12월 9일  | 후루타니 소키치 연쇄살인사건              | 8명 사망             |           | 사형 집행                                                      |
| 106호     | 1967년 1월 23일  | 혼혈소년 연쇄살인사건                     | 3명 사망             |           | 무기징역                                                       |
| 107호     | 1967년 6월 17일  | 요코스카 선 전차 폭파사건                 | 1명 사망 14명 중경상 |           | 사형 집행                                                      |
| 108호     | 1968년 10월 18일 | 나가야마 노리오 연쇄사살사건              | 4명 사망             |           | 사형 집행                                                      |
| 109호     | 1970년 7월 29일  | 연속 집단절도사건                         |                      | 1574만 엔 |                                                                |
| 110호     | 1979년 12월 12일 | 연속 은행강도사건                         |                      | 4801만 엔 |                                                                |
| 111호     | 1980년 3월 30일  | 도야마·나가노 여성 연쇄납치살인사건       | 2명 사망             |           | 1명 사형, 1명 무죄                                             |
| 112호     | 1982년 6월 24일  | 후지사와 모녀 살인사건 외 2건             | 5명 사망             |           | 사형 집행                                                      |
| 113호     | 1982년 11월 1일  | 가쓰타 기요타카 사건 중 일부              | 1명 사망 2명 중경상  |           | 사형 집행                                                      |
| 114호     | 1984년 4월 12일  | 글리코·모리나가 사건                      |                      | 불명      | 공소시효 만료                                                  |
| 115호     | 1984년 9월 5일   | 교토 전직 경찰관 강도살인사건             | 2명 사망             |           | 사형                                                           |
| 116호     | 1987년 9월 25일  | 적보대 사건                               | 1명 사망 1명 중상    |           | 공소시효 만료                                                  |
| 117호     | 1989년 8월 15일  | 도쿄·사이타마 유녀 연쇄유괴살인사건       | 4명 사망             |           | 사형 집행                                                      |
| 118호     | 1991년 6월 17일  | 치바·후쿠시마·이와테 납치살인사건         | 2명 사망             |           | 3명 사형(3명 모두 집행 전 병사) 3명 무기징역, 1명 공판 중 병사 |
| 119호     | 1991년 12월 30일 | 스낵맘 연쇄살인사건                       | 4명 사망             |           | 사형 집행                                                      |
| 120호     | 1994년 2월 10일  | 오사카 애견가 연쇄살인사건                | 5명 사망             |           | 사형                                                           |
| 121호     | 1994년 4월 18일  | 일본·외국인 집단 연쇄강도살인사건         | 3명 사망             |           | 2명 사형                                                       |
| 122호     | 1995년 6월 12일  | 오사카 연쇄토막살인사건                   | 5명 사망             |           | 사형 집행                                                      |
| 123호     | 1995년 7월 26일  | 우리야스·요코하마 연쇄살인사건            | 2명 사망             |           | 무기징역                                                       |
| 124호     | 2005년 12월 7일  | 마부치 모터 사장 자택 살인방화사건 외 2건 | 4명 사망             |           | 2명 사형 (1명 집행 전 병사)                                    |

## 지정되지 않은 연쇄살인 사건
연쇄 사건이지만 발생장소가 한 도도부현 내에 머물러 광역중요지정사건이 되지 않은 사건들이다.
- 오쿠보 기요시에 의한 연쇄살인 사건: 군마현. 1971년 3월 ~ 5월.
- 연속기업폭파사건: 도쿄도. 1974년 8월 ~ 1975년 5월.
- 수요일의 교살마 사건: 사가현. 1975년 8월 ~ 1989년 1월.
- 기타칸토 연쇄 유아 유괴 살인 사건: 도치기현. 1979년 8월 ~ 1990년 5월.
- 신주쿠 가부키초 러브호텔 연쇄 살인 사건: 도쿄도. 1981년 3월 ~ 6월.
- 사이타마 애견가 연쇄 살인 사건: 사이타마현. 1993년 4월 ~ 8월.
- 혼조 보험금 살인 사건: 사이타마현. 1995년 6월 ~ 1999년 5월.
- 히로시마 택시 운전사 연쇄 살인 사건: 히로시마현. 1996년 4월 ~ 9월.
- 기타큐슈 감금 살인 사건: 후쿠오카현. 1996년 ~ 2002년 3월.
- 고베 연쇄 아동 살상 사건: 효고현. 1997년 2월 ~ 5월.
- 신주쿠 연쇄 강도살인 사건: 도쿄도. 1999년 8월 ~ 2001년 6월.
- 후쿠오카 연쇄 여성 강도살인 사건: 후쿠오카현. 2004년 12월 ~ 2005년 1월.
- 아키타 연쇄 아동 살인 사건: 아키타현. 2006년 4월 ~ 5월.
- 돗토리 연쇄 의문사 사건: 돗토리현. 2009년 4월 ~ 10월.
- 쿠로코의 농구 협박 사건: 도쿄도. 2012년 12월 ~ 2013년 12월.
- 구마가야 연쇄 살인 사건: 사이타마현. 2015년 9월.
- 야마나시 연쇄 강도살인 사건: 야마나시현. 2016년 8월 ~ 2017년 4월.
- 가나가와현 토막 살인 사건: 가나가와현. 2017년 8월 ~ 10월.